# Harrogate
Harrogate je grad u engleskoj grofoviji North Yorkshire. U njemu su poznate toplice RHS Harlow Carr gardens, te je značajan lječilišni i turistički centar. Nalazi se u blizini Knaresborougha, u dolini Nidd. 

## Povijest
Prije otkrića termalne vode su postojala dva manja naselja (Visoki Harrogate i Niski Harrogate) u blizini povijesnog grada Knaresborougha. Prvi termalni izvor je otkrio William Slingsby 1571., a zvao se Tewitt. Otkrivena voda imala je slična svojstva kao voda iz grada Spa u Belgiji, pa se danas gradu dodaje ime Spa. Grad je postao vrlo poznat u svijetu, te ga je posjećivalo mnogo turista. Kralj Đuro III. je 1778. razglasio lječilište po svijetu.
Tijekom kasnog 19. i početkom 20. stoljeća, Harrogate je bio vrlo popularna među plemstvom širom Europe. Njegova popularnost je pala nakon Prvog svjetskog rata, a za vrijeme Drugog svjetskog rata u Harrogateu su bili državni uredi koji su evakuirani iz Londona. Tada je grad ponovno postao poznat, te su se u njemu održavali mnogi događaji i izložbe. U gradu su se otvorile mnoge tvrtke. Grad je bio domaćin Eurovizije 1982.
2007. je u blizni grada pronađena vikinška riznica zlata. Riznica sadrži gotovo 700 zlatnika i drugih stvari koje sliče na zlatnike iz Afganistana. Zlatnici i predmeti iz riznice nalaze se u Britanskom muzeju u Londonu.

## Zemljopis
Harrogate je smješten u sjevernom dijelu Engleske u blizini gradova York i Leeds. Reljef je nizinski, ali je nedaleko na zapadu Penninsko gorje. Nadmorska visina grada je između 100 i 200 m (više nego većina engleskih gradova). Grad ima nešto hladniju i sušniju klimu od većine gradova Ujedinjenog Kraljevstva zbog više nadmorske visine i utjecaja kišne sjene Penninskog gorja (većina padalina dolazi sa zapada s Atlantika i zaustavlja se na gorju, pa istočnije od gorja pada manje kiše).

## Znamenitosti
Harrogate je najpoznatiji kao lječilišni centar. Postoje izvori termalne vode bogate željezom i sumporom. Danas su najpoznatija lječilišta Harrogate's Valley Gardens i Royal Pump Room museum. Dvorana Harrogate International Centre je jedan od najvećih europskih konferencijskih i izložbenih centara, tako da je Harrogate jedan od najvažnijih centara konferencijskog turizma. U njoj je 1982. održana Pjesma Eurovizije. Značajno je kazalište Royal Hall. U gradu prevladava tradicionalna engleska arhitektura niskih kuća u nizu s okućnicama i mnogo zelenila.

## Gradovi prijatelji
- - Luchon, Francuska
- - Wellington,  Novi Zeland
- - Harrogate, Tennessee, SAD